# Gère-Bélesten
Gère-Bélesten ist eine französische Gemeinde mit 186 Einwohnern (Stand 1. Januar 2022) im Département Pyrénées-Atlantiques in der Region Nouvelle-Aquitaine (vor 2016: Aquitanien). Die Gemeinde gehört zum Arrondissement Oloron-Sainte-Marie und zum Kanton Oloron-Sainte-Marie-2 (bis 2015: Kanton Laruns).
Die Bewohner werden Gère-Bélestinois oder Gère-Bélestinoises genannt.

## Geographie
Gère-Bélesten liegt ca. 30 km südöstlich von Oloron-Sainte-Marie im Vallée d’Ossau in der historischen Provinz Béarn.
Die höchste Erhebung im Gebiet der Gemeinde ist der Pic de Gerbe (1898 m).
Umgeben wird der Ort von den Nachbargemeinden:
|        | Bielle                                      |           |
| Aydius | Kompassrose, die auf Nachbargemeinden zeigt | Aste-Béon |
|        | Laruns                                      |           |

Gère-Bélesten liegt im Einzugsgebiet des Flusses Adour. Der Gave d’Ossau, der beim Zusammenfluss mit dem Gave d’Aspe weiter flussabwärts gemeinsam den Gave d’Oloron bildet, strömt durch das Gebiet der Gemeinde zusammen mit seinem Zuflüssen
- Arrec de Légnère,
- Arrigast und
- Arriou Mage, auch Arriou Lassourde genannt.[3]

## Geschichte
Die Gemeinde besteht aus den beiden Dörfern Gère und Bélesten, die seit dem Mittelalter zu einer Gemeinde zusammengeschlossen sind. In der Volkszählung des Béarn im Jahre 1385 wurden in Gère 24 und in Bélesten elf Haushalte gezählt und vermerkt, dass die Dörfer zur Bailliage der Vicomté von Ossau gehören. Die Gemeinde entwickelte sich insbesondere aufgrund von Bodenschätzen. Sie besitzt eine Mineralwasserquelle, einen Steinbruch zum Abbau von Marmor und eine Galenitmine.
Toponyme und Erwähnungen von Gère-Bélesten waren:
- Iera (1154, Urkunden von Barcelona),
- Yere und Bélestin (1270, Urkunden der Vicomté von Ossau),
- Velesten (1385, Volkszählung im Béarn),
- Gera (1538, Manuskriptsammlung des 16. bis 18. Jahrhunderts),
- Sent Orens de Gere (1606, Veröffentlichungen des Bistums Oloron),
- Gere und Belestin (1675, Manuskriptsammlung des 16. bis 18. Jahrhunderts),
- Gere und Belesten (1750, Karte von Cassini),
- Beslestem Gere (1793, Notice Communale) und
- Gere und Gère-Bélesten (1801, Bulletin des Lois).[5][6][7]

### Einwohnerentwicklung
Die Einwohnerzahl stieg im 19. Jahrhundert bis zur Erfassung von 1881 auf 459 Einwohner an. Anschließend hat sich die Zahl bei kurzen Wachstumsphasen bis 1990 um insgesamt rund zwei Drittel reduziert. Seitdem gibt es insgesamt wieder einen leichten Wachstumstrend.
| Jahr      | 1962 | 1968 | 1975 | 1982 | 1990 | 1999 | 2006 | 2009 | 2022 |
| --------- | ---- | ---- | ---- | ---- | ---- | ---- | ---- | ---- | ---- |
| Einwohner | 275  | 209  | 184  | 175  | 151  | 166  | 159  | 162  | 186  |

## Sehenswürdigkeiten

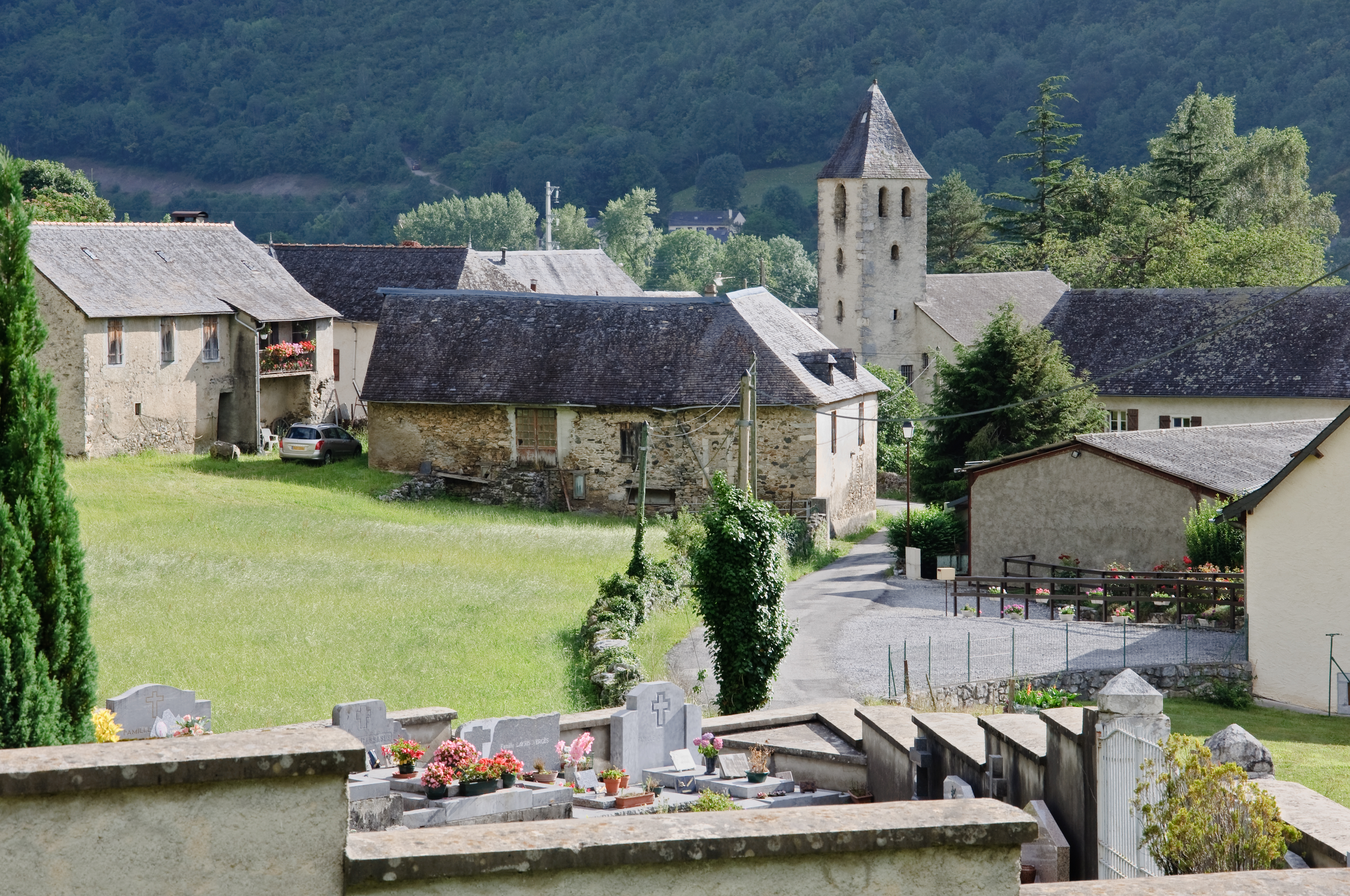
Blick auf den Ortsteil Bélesten mit der Pfarrkirche Saint-Orens

- Pfarrkirche von Gère-Bélesten, gewidmet Orientius, Bischof von Augusta Ausciorum im 5. Jahrhundert. In den Jahren 1898 und 1899 wurde die baufällig gewordene Kirche durch einen Neubau ersetzt, bei dem teilweise Baumaterialien des früheren Baus wiederverwendet wurden, insbesondere in der Apsis. Der heutige Langbau enthält drei Kirchenschiffe und einen Glockenturm, der sich an die westliche Fassade anschließt. 1898 wurde eine Reihe von neuen Glasfenster mit Darstellungen von Persönlichkeiten und Wappen eingesetzt, Werke des Glasmalers Saint-Blancat aus Toulouse.[10]

- Festes Haus von Gère-Bélesten. Es wurde im 13. oder 14. Jahrhundert für die Grundherrn von Gère-Bélesten errichtet. Es ging im 16. Jahrhundert in den Besitz von  Jagnot de Laborde, im 18. Jahrhundert in den Besitz von Jean de Gère über. Das Gebäude ist aus Bruch- und Kieselsteinen in regelmäßiger Anordnung gebaut und hatte ursprünglich Erdgeschoss und drei Stockwerke, wobei der Wohntrakt mit Fensteröffnungen, Waschbecken und Toiletten die erste Etage belegte. Für die Verteidigung sorgten vier Bogenscharten und zweifellos Laufgänge aus Holz, wie die Linie von Konsolen und Balkenlöcher in den Wänden vermuten lassen. Die zweite Etage ist im Laufe der Zeit zusammengefallen und bewirkte den Wegfall der dritten Etage. Das heutige Gebäude ist mit einem Satteldach aus Schiefer gedeckt mit einem viereckigen Turm aus dem Ende des 14. Jahrhunderts. Zu Beginn des 16. Jahrhunderts wurden die Außenmauern geändert, um Zwillingsfenster mit verzierten Stürzen einzusetzen. Im 14. Jahrhundert ließ Jean de Gère die Innentreppe mit einem Treppenlauf aus Marmor versehen und sein Familienwappen über dem Türsturz anbringen. Der Haupteingang besitzt dicke Türpfosten, die mit Stäben verziert sind.[11][12]

## Wirtschaft und Infrastruktur

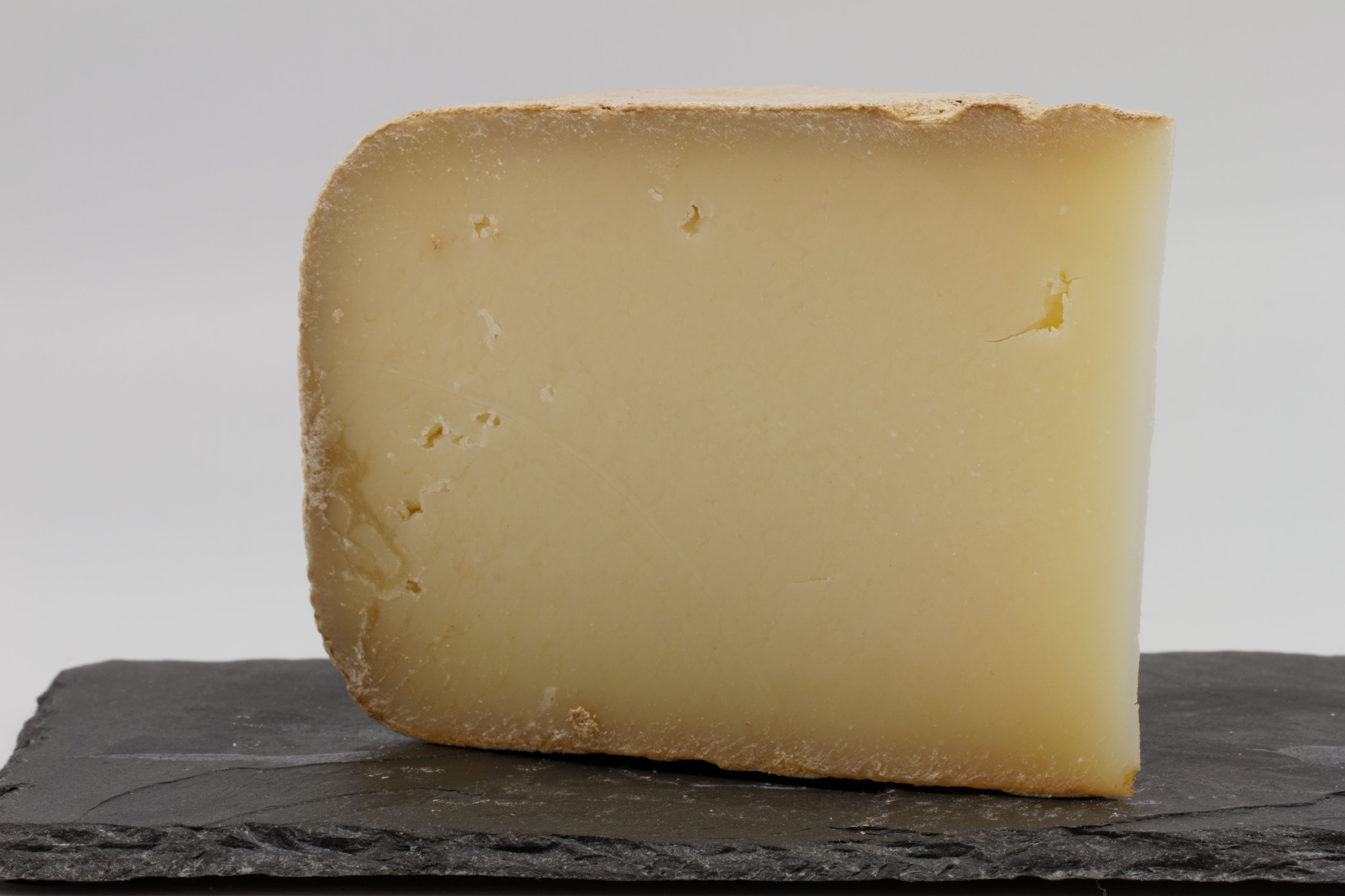
Ossau-Iraty

Schwerpunkte der Wirtschaft der Gemeinde sind Landwirtschaft und Tourismus. Gère-Bélesten liegt in der Zone AOC des Ossau-Iraty, eines traditionell hergestellten Schnittkäses aus Schafmilch.

### Sport und Freizeit
Der Tour de la Vallée d’Ossau, ein Rundwanderweg in sieben Etappen von insgesamt mehr als 100 km Länge verläuft auch durch das Gemeindegebiet von Gère-Bélesten. Eine Variante des Streckenverlaufs folgt dem Tal des Arriou Lassourde und durchquert das Gebiet der Gemeinde im westlichen Teil, eine andere Variante führt direkt durch das Ortszentrum von Gère.

### Verkehr
Gère-Bélesten wird durchquert von der Route départementale 934 (ehemalige Route nationale 134) und ist über eine Linie des Busnetzes Transports 64 von Pau nach Gourette mit anderen Gemeinden des Départements verbunden.